# شيروكي (أوكلاهوما)
شيروكي (بالإنجليزية: Cherokee, Oklahoma)‏ هي مدينة تقع بولاية أوكلاهوما في الولايات المتحدة. تبلغ مساحة هذه المدينة 3.8 (كم²)، وترتفع عن سطح البحر 360 م، بلغ عدد سكانها 1498 نسمة في عام 2010 حسب إحصاء مكتب تعداد الولايات المتحدة.

## التركيبة السكانية
حدّد مكتب تعداد الولايات المتحدة بيانات التركيبة السكانية لشيروكي في تعداد الولايات المتحدة. في ما يلي، التركيبة السكانية حسب تعدادي 2000 و2010.

### تعداد عام 2000
بلغ عدد سكان شيروكي 1,630 نسمة بحسب تعداد عام 2000، وبلغ عدد الأسر 709 أسرة وعدد العائلات 450 عائلة مقيمة في المدينة. في حين سجلت الكثافة السكانية 426.7 نسمة لكل كيلومتر مربع (1,105.1/ميل2). وبلغ عدد الوحدات السكنية 853 وحدة بمتوسط كثافة قدره 223.3 لكل كيلومتر مربع (578.3/ميل2).
وتوزع التركيب العرقي للمدينة بنسبة 95.52% من البيض و0.12% من الأمريكيين الأفارقة و1.72% من الأمريكيين الأصليين و1.47% من الأعراق الأخرى و1.17% من عرقين مختلطين أو أكثر و3.74% من الهسبانيون أو اللاتينيون من أي عرق.
بلغ عدد الأسر 709 أسرة كانت نسبة 30.5% منها لديها أطفال تحت سن الثامنة عشر تعيش معهم، وبلغت نسبة الأزواج القاطنين مع بعضهم البعض 53.7% من أصل المجموع الكلي للأسر، ونسبة 7.5% من الأسر كان لديها معيلات من الإناث دون وجود شريك،  بينما كانت نسبة 2.3% من الأسر لديها معيلون من الذكور دون وجود شريكة وكانت نسبة 36.5% من غير العائلات. تألفت نسبة 34.8% من أصل جميع الأسر من عدة أفراد يعيشون في نفس المنزل ونسبة 19.7% كانت تتألف من شخص يعيش بمفرده يبلغ من العمر 65 عاماً أو أكثر. وبلغ متوسط حجم الأسرة المعيشية 2.26، أما متوسط حجم العائلات فبلغ 2.93.
بلغ العمر الوسطي للسكان 42.0 عاماً. وكانت نسبة 24.6% من القاطنين تحت سن الثامنة عشر، وكانت نسبة 6.3% بين الثامنة عشر والرابعة والعشرين عاماً، ونسبة 23.1% كانت واقعةً في الفئة العمرية ما بين الخامسة والعشرين والرابعة والأربعين عاماً، ونسبة 22.5% كانت ما بين الخامسة والأربعين والرابعة والستين، ونسبة 21.7% كانت ضمن فئة الخامسة والستين عاماً فما فوق. يوجد لكل 100 أنثى 92.5 ذكر، ويوجد لكل 100 أنثى في الثامنة عشر من عمرها فما فوق 92.5 ذكر.
بلغ متوسط دخل الأسرة في المدينة 29,010 دولارًا، أما متوسط دخل العائلة فبلغ 34,934 دولارًا. وكان متوسط دخل الذكور 25,263 دولارًا مقابل 16,759 دولارًا للإناث. وسجل دخل الفرد الخاص بالمدينة 16,163 دولارًا. وكانت نسبة 10.5% من العائلات ونسبة 13.7% من السكان تحت خط الفقر، وكان من هؤلاء نسبة 20.6% تحت سن الثامنة عشر ونسبة 8.2% في الخامسة والستين من العمر وما فوق.

### تعداد عام 2010
بلغ عدد سكان شيروكي 1,498 نسمة بحسب تعداد عام 2010، وبلغ عدد الأسر 647 أسرة وعدد العائلات 396 عائلة مقيمة في المدينة. في حين سجلت الكثافة السكانية 392.1 نسمة لكل كيلومتر مربع (1,015.5/ميل2). وبلغ عدد الوحدات السكنية 845 وحدة بمتوسط كثافة قدره 221.2 لكل كيلومتر مربع (572.9/ميل2).
وتوزع التركيب العرقي للمدينة بنسبة 93.59% من البيض و0.73% من الأمريكيين الأفارقة و2.80% من الأمريكيين الأصليين و0.13% من الأمريكيين ذوي الأصول الآسيوية و0.73% من الأعراق الأخرى و2% من عرقين مختلطين أو أكثر و2.74% من الهسبانيون أو اللاتينيون من أي عرق.
بلغ عدد الأسر 647 أسرة كانت نسبة 28.3% منها لديها أطفال تحت سن الثامنة عشر تعيش معهم، وبلغت نسبة الأزواج القاطنين مع بعضهم البعض 49.1% من أصل المجموع الكلي للأسر، ونسبة 8.3% من الأسر كان لديها معيلات من الإناث دون وجود شريك،  بينما كانت نسبة 3.7% من الأسر لديها معيلون من الذكور دون وجود شريكة وكانت نسبة 38.8% من غير العائلات. تألفت نسبة 34.3% من أصل جميع الأسر من عدة أفراد يعيشون في نفس المنزل ونسبة 16.8% كانت تتألف من شخص يعيش بمفرده يبلغ من العمر 65 عاماً أو أكثر. وبلغ متوسط حجم الأسرة المعيشية 2.24، أما متوسط حجم العائلات فبلغ 2.88.
بلغ العمر الوسطي للسكان 44.3 عاماً. وكانت نسبة 22.6% من القاطنين تحت سن الثامنة عشر، وكانت نسبة 7.9% بين الثامنة عشر والرابعة والعشرين عاماً، ونسبة 20.2% كانت واقعةً في الفئة العمرية ما بين الخامسة والعشرين والرابعة والأربعين عاماً، ونسبة 28.5% كانت ما بين الخامسة والأربعين والرابعة والستين، ونسبة 20.9% كانت ضمن فئة الخامسة والستين عاماً فما فوق. وتوزع التركيب الجنسي للسكان بنسبة 49.9% ذكور و50.1% إناث.

## أعلام
- بيريل كلارك
- جوديث هاند

## وصلات خارجية
- The US50 - Cities and Towns in Oklahoma State